# 马雷克·维特科夫斯基
马雷克·维特科夫斯基（波蘭語：Marek Witkowski，1974年5月21日—），波兰男子皮划艇运动员。他曾代表波兰参加1996年和2000年夏季奥林匹克运动会皮划艇比赛，其中2000年奥运会获得一枚铜牌。